# Хелра
Хелра (груз. ხელრა) — село в Грузії.
За даними перепису населення 2014 року в селі проживає 25 осіб.